# Färsjön
Färsjön är en sjö i Ljungby kommun i Småland och ingår i Lagans huvudavrinningsområde. Sjön har en area på 0,619 kvadratkilometer och ligger 144 meter över havet. Vid provfiske har bland annat abborre, braxen, gädda och mört fångats i sjön.

## Delavrinningsområde
Färsjön ingår i det delavrinningsområde (632870-139070) som SMHI kallar för Utloppet av Vidöstern. Medelhöjden är 157 meter över havet och ytan är 174,09 kvadratkilometer. Räknas de 66 avrinningsområdena uppströms in blir den ackumulerade arean 1 380,79 kvadratkilometer. Avrinningsområdets utflöde Lagan (Härån) mynnar i havet. Avrinningsområdet består mestadels av skog (49 procent) och jordbruk (12 procent). Avrinningsområdet har 43,14 kvadratkilometer vattenytor vilket ger det en sjöprocent på 24,8 procent. Bebyggelsen i området täcker en yta av 3,1 kvadratkilometer eller 2 procent av avrinningsområdet.

## Fisk
Vid provfiske har följande fisk fångats i sjön:
- Abborre
- Braxen
- Gädda
- Mört
- Sarv